# Jonas (geslacht)
Jonas is een geslacht van kreeftachtigen uit de klasse van de Malacostraca (hogere kreeftachtigen).

## Soorten
- Jonas choprai Serène, 1971
- Jonas distinctus (De Haan, 1835)
- Jonas formosae (Balss, 1922)
- Jonas indicus (Chopra, 1935)
- Jonas leuteanus Ward, 1933
- Jonas macrophthalmus Hombron & Jacquinot, 1846